# Spilosoma bimaculata
Spilosoma bimaculata är en fjärilsart som beskrevs av Moore 1879. Spilosoma bimaculata ingår i släktet Spilosoma och familjen björnspinnare. Inga underarter finns listade i Catalogue of Life.